# Glasskår (ep)
 For alternative betydninger, se Glasskår. (Se også artikler, som begynder med Glasskår)
Glasskår er det norske rapband Karpe Diems debut EP. Den blev udgivet den 18. maj 2004 i Norge. Albummet er stadigvæk ikke blevet udgivet internationalt.

## Nummerliste
1. "Skjønner du?" - 4:20
2. "Nm i drittsekk" - 3:47
3. "Kunsten å være inder" - 2:21
4. "Generalens eindom" - 4:33
5. "Glasskår" - 3:24
6. "Vi drepte dj'n" - 4:20